# Сказание Афродитиана
«Сказание Афродитиана» (или «Афродитиана»; англ. Tale (Legend) of Aphroditian; нем. Erzählung des Aphroditian; фр. Récit d'Aphroditian) — новозаветный апокриф, переведённый с греческого языка; повествует о знамениях в персидской земле, сопровождавших рождение Иисуса Христа, и о поклонении волхвов, — объясняет, каким образом персидские маги узнали о рождении Христа.
Греческий подлинник «Сказания Афродитиана» находится в византийской «Повести о событиях в Персиде» (другое название «Религиозный спор при дворе Сасанидов»; V век; ср. Секст Юлий Африкан, «События, происшедшие в Персии во время воплощения Господа нашего Иисуса Христа»). Рассказ вложен в уста Афродитиану, вымышленному судье спора между иудеями, язычниками и христианами — спора, составляющего содержание повести. По содержанию, в персидской кумирнице (языческий храм) случились необыкновенные знамения: статуи богов в ночь рождения Христа стали петь и ликовать и пали ниц перед статуей богини мира Иры (Небесной).
Апокриф известен по пергаменной рукописи XIII века, был издан в России в конце XIX века. Об этом сказании говорит Максим Грек (1470—1556), что оно у некоторых православных «честно и прелюбимо». Характерная черта «Сказания Афродитиана» — синкретизм языческих и христианских верований.

## Подробнее
Сказание изредка эксплуатировалось в византийской литературе и среди прочего почти целиком присутствует в «Слове Иоанна Евбейского» (1-я пол. VIII века).
Древнейший список «Сказания Афродитиана» в русской словесности восходит в XIII веку. Перевод с греческого был сделан в России и отсюда перешел в Сербию. Во второй половине XIV или в первой XV вв. в Сербии появился второй перевод и оттуда перешёл в Россию. Таким образом, все списки «Сказания» могут быть возведены к двум редакциям.
«Сказание Афродитиана» много читалось; в XVI веке появилась статья Максима Грека, направленная против его распространения. В конце концов оно попало и в «Кириллову книгу» (изд. М.; апрель 1644; одно из слов Кирилла, епископа иерусалимского), и в «Четьи-Минеи».
Напечатаны тексты в «Памятниках отреченной литературы» Николая Тихонравова (т. 2), в «Памятниках старинной русской литературы» Александра Пыпина, в «Апокрифических сказаниях» Ивана Порфирьева, а также историком литературы Павлом Щёголевым в его «Очерках истории отреченной литературы» .